# Ferrovia La Thuile-Arpy
La ferrovia mineraria La Thuile-Arpy fu realizzata dalla società Cogne per lo sfruttamento delle miniere di carbone poste nei pressi di La Thuile.

## Storia
La linea fu attivata nel 1929 come parte di un sistema di trasporto per l'alimentazione del complesso siderurgico di Aosta assieme alla teleferica mineraria Arpy-Morgex e la ferrovia Aosta-Pré-Saint-Didier. Per lo sfruttamento delle miniere di magnetite di Cogne venne realizzata la ferrovia Cogne-Acque Fredde.
Nel 1961 la Cogne ridimensionò l'estrazione del carbone a causa di costi maggiori dovuti all'abbassamento dei fronti di scavo, di conseguenza la ferrovia e la teleferica vennero chiuse e smantellate. Ciò provocò una drastica riduzione del traffico sulla ferrovia Aosta-Pré-Saint-Didier che fu la causa della sua de-elettrificazione nel 1968.

## Caratteristiche

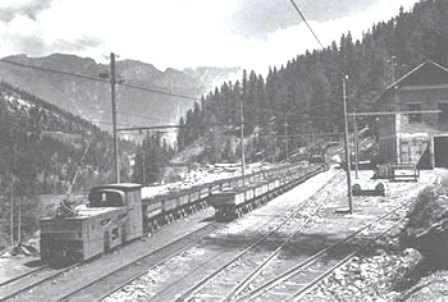
La miniera di Arpy

La linea, armata con scartamento ridotto minerario americano da 900 mm, fu realizzata per il trasporto del carbone estratto dalla miniera di Col della Croce (in francese, Col de la Croix): dai fronti di scavo il materiale percorreva una galleria mineraria di 2,5 km (piano inclinato) per poi essere caricato sui convogli della ferrovia mineraria La Thuile-Arpy di 1.800 metri lungo il piano di Arpy e passare ad una teleferica che lo scaricava nei silo degli impianti di lavorazione a Morgex, raccordati alla ferrovia.

### Percorso
|  | Unknown route-map component "exKDSTa" |

|  | Unknown route-map component "exLSTR" |

| Aerial tramway | Unknown route-map component "exKDSTe" |

Il capolinea era situato presso le miniere di antracite di Col di Croce, poste all'altitudine di 1.738 metri s.l.m.. Da qui, con un percorso quasi in piano che comprendeva un tunnel di 2.495 metri, si raggiungeva la piana di Arpy, a 1.740 metri di altitudine.
Superata la galleria era presente un binario di incrocio adiacente alla sottostazione elettrica di alimentazione della linea, superata la quale i treni impegnavano un percorso a mezza costa in mezzo alla pineta al termine del quale si raggiungeva infine, all'altitudine di 1.696 metri, la teleferica per la stazione di Morgex.

## Materiale rotabile
Oltre alle locomotive a vapore impegnate all'epoca della costruzione, sulla ferrovia vennero impiegate tre locomotive elettriche a 2 assi simili al tipo L della ferrovia Cogne-Acque Fredde costruite dalle Officine Savigliano: dal 1929 venne impiegata la locomotiva a vapore mineraria a propulsione Diesel proveniente dalla Cogne-Acque Fredde.